# Municipio de Niangua (condado de Camden)
El municipio de Niangua (en inglés: Niangua Township) es un municipio ubicado en el condado de Camden en el estado estadounidense de Misuri. En el año 2010 tenía una población de 2709 habitantes y una densidad poblacional de 92,37 personas por km².

## Geografía
El municipio de Niangua se encuentra ubicado en las coordenadas 38°1′53″N 92°47′41″O / 38.03139, -92.79472. Según la Oficina del Censo de los Estados Unidos, el municipio tiene una superficie total de 29.33 km², de la cual 25,03 km² corresponden a tierra firme y (14,63 %) 4,29 km² es agua.

## Demografía
Según el censo de 2010, había 2709 personas residiendo en el municipio de Niangua. La densidad de población era de 92,37 hab./km². De los 2709 habitantes, el municipio de Niangua estaba compuesto por el 95,83 % blancos, el 0,22 % eran afroamericanos, el 0,3 % eran amerindios, el 0,37 % eran asiáticos, el 1,37 % eran de otras razas y el 1,92 % eran de una mezcla de razas. Del total de la población el 3,25 % eran hispanos o latinos de cualquier raza.